# Reynoutria bohemica
Reynoutria bohemica är en slideväxtart som beskrevs av J. Chrtek & A. Chrtkov&á. Reynoutria bohemica ingår i släktet jättesliden, och familjen slideväxter. Inga underarter finns listade i Catalogue of Life.